# Peter Bryngelsson
Hans Inge Peter Bryngelsson, född 17 september 1955, är en svensk musiker, kompositör, sångare, författare, regissör och forskare.

## Musiker
Bryngelsson grundade 1972 tillsammans med Henrik Strindberg och Staffan Strindberg bandet Ragnarök. Han har även varit medlem i band som Cosmic Overdose, Kung Tung, Triangulus och Urban Turban.

## Författare
Bryngelsson har skrivit om filmmusik - "Det komponerade miraklet" samt om tystnad och ljud i boken "Tystnader" utgiven på Gidlunds förlag 2013. Tillsammans med Anita Malmqvist regisserade han kortfilmen "Lindansare" 2005.

## Filmare
Peter Bryngelsson gjorde dokumentärfilmen "Musik som gör ont" ihop med Carl Tofft för SVT 2010.

## Övrigt
Bryngelsson är lärare i filmmusikkomposition vid Musikhögskolan i Malmö.[när?] Han har även deltagit i kulturdebatter.

## Diskografi
- 1976 – Ragnarök LP/CD, Silence
- 1977 – Kung Tung På Redit LP
- 1978 – Kung Tung Det är ett kort liv... LP/CD, MNW
- 1978 – Kung Tung Punk 7”, Grisbäck
- 1979 – Kung Tung Trafikljuset 7”, MNW
- 1981 – Ragnarök Fjärilar i magen LP, Silence
- 1983 – Ragnarök 3 Signs LP, Silence
- 1985 – Triangulus with Björn J:son Lindh LP, Silence
- 1985 – Bryngelsson/Johnsson/Liljegren Vinterhjärta MC, Slask/Multimood
- 1988 – Triangulus Reliques LP/CD, Silence
- 1988 – Prins Lätt EP
- 1990 – Peter Bryngelsson ”Via” LP/CD, Slask
- 1992 – Peter Bryngelsson & The Bigger and Smaller Orchestra ”Lyckliga Stjärna” CD+Photobook, Slask
- 1994 – Urban Turban CD, Silence
- 1996 – Urban Turban Overtime CD, Silence
- 2000 – Astroturf In my own yard , Dos Records
- 2002 – Urban Turban Codes of Love, Dos Records
- 2006 – Filmmusik-CD. Ingår i boken Filmmusik det komponerade miraklat ( Liber)
- 2008 – Ragnarök Path, Musea
- 2011 – Wunderbaum, Dos Rec
- 2012 – Ragnarök Live in Tokyo CD, Dos Records